# Arkan Simaan
Arkan Simaan (Libano, 1945) è uno scrittore, saggista e storico della scienza libanese di lingua francese.

## Biografia
Emigrato con la famiglia in Brasile all'età di due anni, entrò nel movimento trotskista all'Universidade de São Paulo negli anni 1960-70. Perseguito per le sue idee, si rifugiò in Francia  dove riprese gli studi di fisica. Ha ottenuto l'Agrégation di fisica.
Nel 2012 è stato uno dei fondatori dell'associazione Planète Amazone e ha lavorato come traduttore per il capo Kayapó Raoni durante i suoi viaggi in Europa.
Arkan Simaan è membro del Comitato di sponsorizzazione scientifica dell'Associazione francese per l'informazione scientifica.

## Opere
- L'Image du monde des Babyloniens à Newton (L'immagine del mondo dai babilonesi a Newton) con Joëlle Fontaine, edizioni Adapt, 1998. ISBN 978-2-35656-011-7
- «Cette sentence vous fait plus peur qu'à moi-même: Giordano Bruno» (“Questa frase ti spaventa più di me: Giordano Bruno”), Cahiers rationalistes, febbraio 2000. Biografia di Giordano Bruno in occasione del quarto centenario del suo calvario.
- La Science au péril de sa vie. Les aventuriers de la mesure du monde (La scienza a rischio della sua vita. Gli avventurieri della misura del mondo), coedizione Vuibert e Adapt, ottobre 2001.ISBN 978-2-711753475 "Premio speciale per il libro di astronomia" nel 2002.
- Vénus devant le Soleil – comprendre et observer un phénomène astronomique (Venere davanti al Sole. Comprendere e osservare un fenomeno astronomico), coedizione Vuibert e Adapt, 2003. A cura di Arkan Simaan con Jacques Blamont, Guillaume Cannat, Yves Delaye, Michel Laudon, Jean-Pierre Luminet, Steven M. Van Roode e David Sellers. ISBN 978-2-909680-57-6 Coinvolti anche nella stesura di questo libro dedicato al passaggio di Venere davanti al Sole (8 giugno 2004):
- L'Image du monde de Newton à Einstein (L'immagine del mondo da Newton a Einstein), coedizione Vuibert e Adapt, 2005. ISBN 978-2-711753796
- Le Paradoxe de la science: Fritz Haber (Il paradosso della scienza: Fritz Haber), in Cahiers rationalistes n. 579, novembre-dicembre 2005.
- L'Écuyer d'Henri le Navigateur (Lo scudiero di Enrico il Navigatore), Éditions L'Harmattan, 2007. ISBN 85-359-0404-2 Romanzo storico basato su cronache medievali.
- Un marin en Terre des perroquets, Ancre de marine éditions, Saint-Malo, 2024 ISBN 978-2841414789
- Viens, on s’en va! – Immigration, dictature, exil, Éditions Zinédi, 2025 (Nato in Libano, l'autore racconta la sua immigrazione in Brasile, il suo impegno politico contro la dittatura brasiliana, il suo arresto e il suo esilio in Francia, dove divenne professore associato di fisica, poi attivista per la difesa delle foreste e delle popolazioni indigene).[6][7][8]

## Articoli vari
- Articoli vari e recensioni di libri per la rivista razionalista francese Science et pseudo-sciences